# Campionat del Món de motociclisme de velocitat de 80cc
El Campionat del Món de motociclisme de velocitat de 80cc, regulat per la FIM, fou la màxima competició internacional de motociclisme de velocitat en la cilindrada de 80 cc. Coneguda com a "classe de 80 cc" (en anglès, 80 cc class), era una de les diverses categories en què es disputava el Campionat del Món, amb les seves curses formant part dels Grans Premis al costat de les de les altres cilindrades. Es disputà entre 1984, quan substituí la categoria de 50cc, i 1989.

## Història

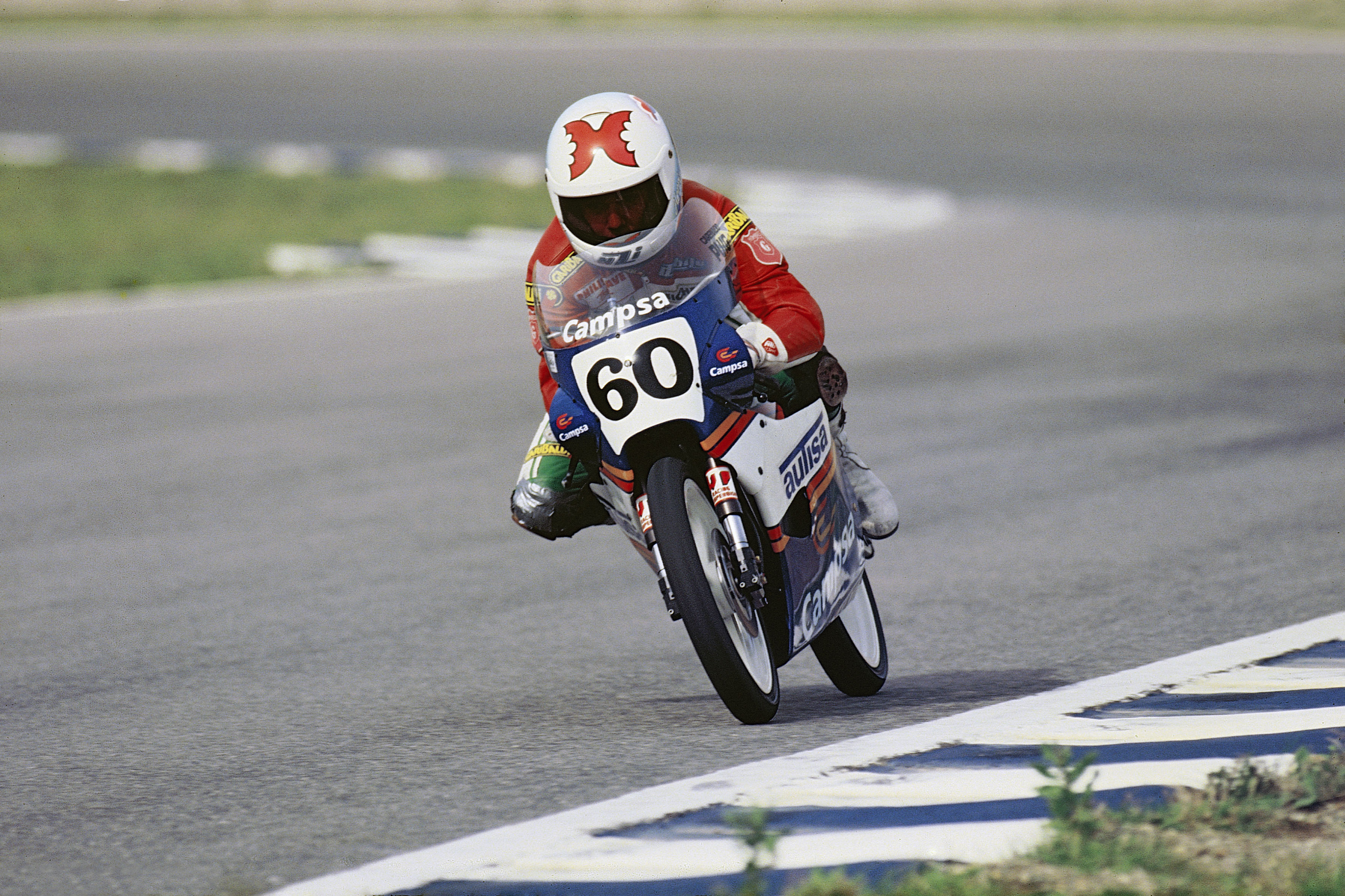
Herri Torrontegi amb l'Autisa 80cc al mundial de 1987

Dissenyada per la FIM com a substituta dels 50cc, la classe de 80 cc responia a l'interès generat per aquesta cilindrada en alguns estats europeus (Alemanya Occidental, Àustria, França, Espanya, Països Baixos). A banda, la mateixa FIM havia introduït el 1981 una categoria de 80 cc al Campionat d'Europa d'enduro (el mateix any en què en desaparegueren les de 50, 75 i 100 cc entre d'altres).
La regulació tècnica preveia, com es feia per als 50cc, un motor monocilíndric i una caixa de canvis amb un màxim de 6 velocitats. En comparació amb la categoria que va substituir, les motos de 80 cc de Gran Premi, equipades també amb motors de 2 temps, van demostrar ser més grans i pesades. En dur rodes més grans i tenir una potència superior, la seva conducció requeria un canvi d'estil, més semblant a l'emprat als 125cc. Pel que fa a la identificació de la motocicleta, als 80cc els espais porta-números (un al davant i dos de laterals, un a cada banda) havien de ser blancs amb els números negres, igual que als 50cc.
La primera temporada de la nova categoria va ser la de 1984, amb el debut al Gran Premi de les Nacions (la segona prova del calendari del mundial d'aquell any). Després de vuit proves, aquella temporada el títol el va guanyar el campió sortint dels 50cc, el suís Stefan Dörflinger, amb una Zündapp, per davant del seu company d'equip Hubert Abold i de Pier Paolo Bianchi, guanyador dels dos primers Grans Premis de la temporada amb una HuVo - Casal artesanal (construïda als Països Baixos amb motor portuguès). Dörflinger es va tornar a confirmar com a campió del món el 1985, aquesta vegada amb una Krauser, seguit pel valencià Jorge Martínez, "Aspar", amb Derbi; durant aquest segon any només es van disputar 7 curses dels 12 Grans Premis del mundial. Martínez trencà l'hegemonia del suís el 1986, mantenint el títol també a les temporades 1987 i 1988. En les darreres tres temporades, les proves disputades varen ser 9, 10 i 7 respectivament.
El 1988 va marcar l'inici de la fi de la categoria: el fet que a partir d'aquell any, el reglament dels 125cc imposés l'ús de motors monocilíndrics va fer dels 80cc un "duplicat" del vuitè de litre. La darrera temporada de la classe de 80 cc va ser el 1989 i el campió (sense haver guanyat cap Gran Premi durant la temporada) fou el valencià Champi Herreros, antic escuder de Jorge Martínez a Derbi. Al final de la temporada els 80cc van ser cancel·lats i els 125cc es varen convertir en la cilindrada més baixa en competició.

## Llista de campions
| Edició | Any  | Pilot                   | Motocicleta |
| ------ | ---- | ----------------------- | ----------- |
| I      | 1984 | Stefan Dörflinger       | Zündapp     |
| II     | 1985 | Stefan Dörflinger       | Krauser     |
| III    | 1986 | Jorge Martínez, "Aspar" | Derbi       |
| IV     | 1987 | Jorge Martínez, "Aspar" | Derbi       |
| V      | 1988 | Jorge Martínez, "Aspar" | Derbi       |
| VI     | 1989 | Manuel Herreros         | Derbi       |

## Estadístiques
Al llarg dels cinc anys d'existència del campionat, es van disputar un total de 47 proves puntuables. El pilot més reeixit de la categoria va ser Jorge Martínez Aspar, guanyador en 22 ocasions, seguit de Stefan Dörflinger amb 9 victòries; en total, només 10 pilots de 6 estats diferents varen inscriure el seu nom a la llista de campions, amb un clar predomini dels valencians que van obtenir 27 victòries.
Entre els fabricants de motocicletes, el més reeixit va ser Derbi amb 25 victòries, seguit de l'alemany Krauser amb 12 i quatre fabricants més.